# Iglesia de Santi Cosma e Damiano a Porta Nolana
La Iglesia de los Santos Cosme y Damián en Porta Nolana es un templo católico de Nápoles, Italia, situada en Piazza Nolana.

## Historia
La iglesia original fue construida en 1611 en la parte derecha de la Porta Nolana, por el Colegio de Médicos Napolitanos que la dedicó a los Santos Cosme y Damián como sus defensores; a mediados del siglo XIX fue demolida para ensanchar la carretera. 
El edificio actual fue reconstruido en 1852 en el otro lado de la carretera, en frente de la Porta Nolana, con proyecto de Luigi Giura, y más tarde se convirtió en una parroquia. Hoy en día, la parroquia también alberga una capellanía para inmigrantes de origen polaco.

## Descripción
El exterior es una mezcla de temas neorrománicos y neorrenacentistas. El interior contiene varias obras de arte: cinco pinturas barrocas, de las que una procedente de la antigua iglesia, y cuatro concedidas por el Real Museo Borbónico, entre las que destacan de una copia de Correggio y Rubens. También hay altares de mármol, decoraciones y esculturas de madera de la época rococó.

## Galería de imágenes

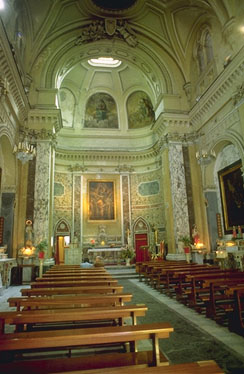
Nave
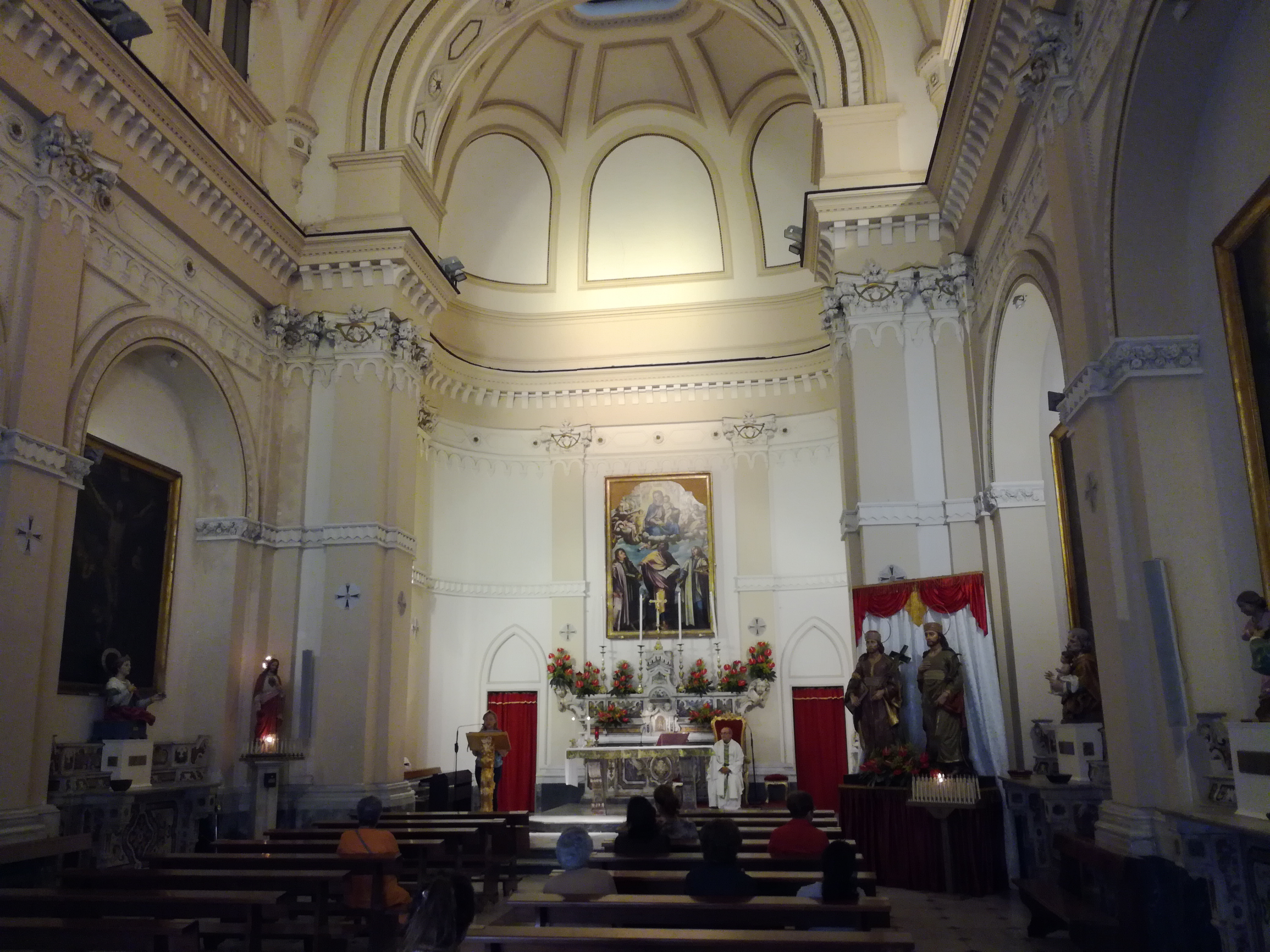
Altar mayor
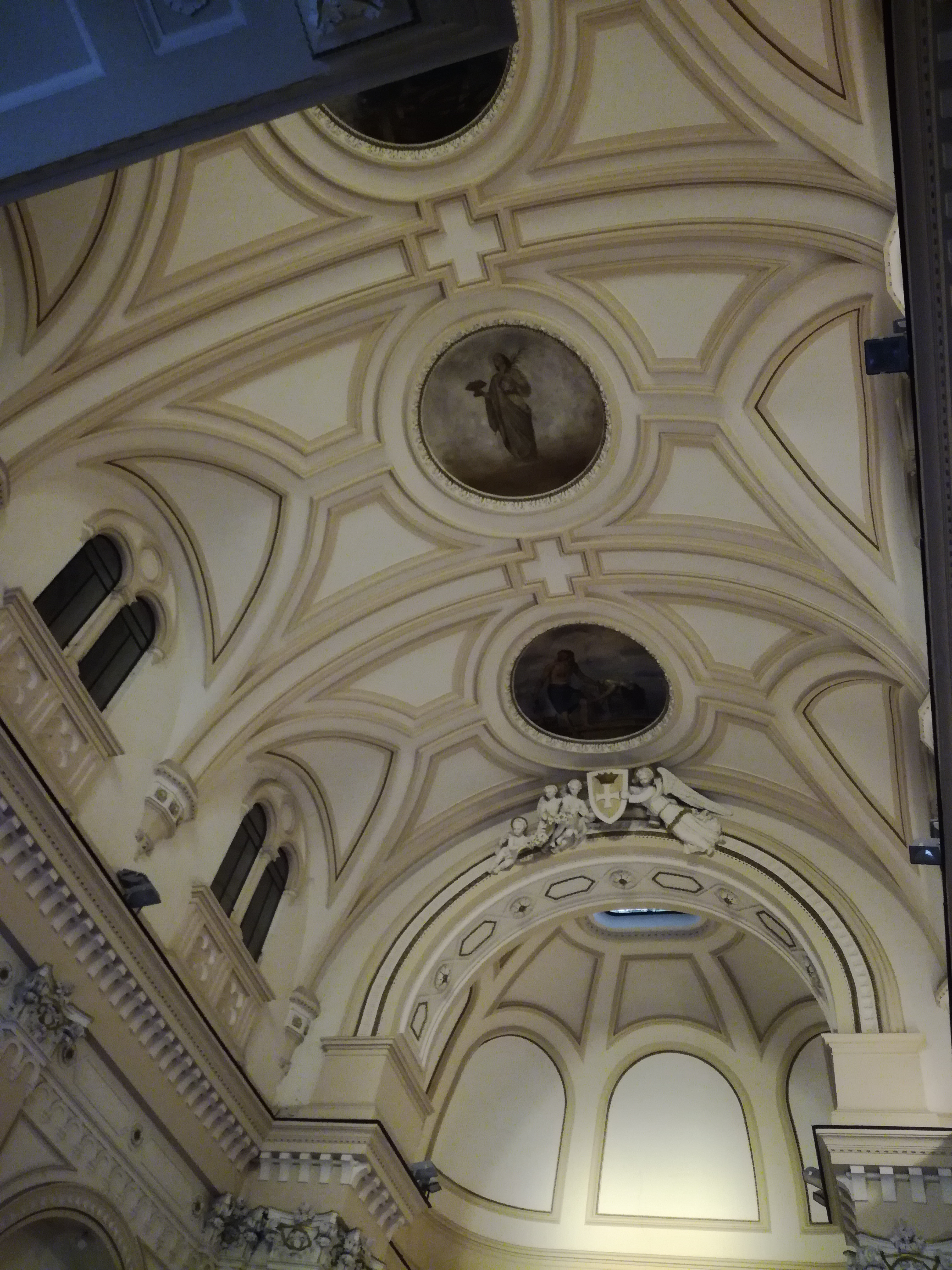
Bóveda